# الكبابحة (الشراط)
الكبابحة هي إحدى مشيخات المملكة المغربية، تتبع جغرافيا لإقليم بنسليمان وإداريًا لالشراط. يقدر عدد سكانها بـ 3781 نسمة حسب الإحصاء الرسمي للسكان والسكنى لسنة 2004.